# Titularbistum Elvas
Elvas ist ein Titularbistum der römisch-katholischen Kirche.
Es geht zurück auf einen früheren Bischofssitz in der portugiesischen Stadt Elvas. Das Bistum Elvas gehörte der Kirchenprovinz Évora an.
| Titularbischöfe von Elvas |                                         |                                                      |                   |                   |
| Nr.                       | Name                                    | Amt                                                  | von               | bis               |
| 1                         | André Jacquemin                         | emeritierter Bischof von Bayeux-Lisieux (Frankreich) | 10. Dezember 1969 | 10. Dezember 1970 |
| 2                         | Raymond Bouchex                         | Weihbischof in Aix-Arles-Embrun (Frankreich)         | 23. Februar 1972  | 25. April 1978    |
| 3                         | Armindo Lopes Coelho                    | Weihbischof in Porto (Portugal)                      | 16. November 1978 | 15. Oktober 1982  |
| 4                         | José Augusto Martins Fernandes Pedreira | Weihbischof in Porto (Portugal)                      | 28. Dezember 1982 | 29. Oktober 1997  |
| 5                         | Tomás Pedro Barbosa da Silva Nunes      | Weihbischof in Lissabon (Portugal)                   | 7. März 1998      | 1. September 2010 |
| 6                         | Nuno Brás da Silva Martins              | Weihbischof in Lissabon (Portugal)                   | 10. Oktober 2011  | 12. Januar 2019   |
| 7                         | Darley José Kummer                      | Weihbischof in Porto Alegre (Brasilien)              | 10. April 2019    |                   |